# Cyrtodactylus gubernatoris
Cyrtodactylus gubernatoris är en ödleart som beskrevs av  Annandale 1913. Cyrtodactylus gubernatoris ingår i släktet Cyrtodactylus och familjen geckoödlor. IUCN kategoriserar arten globalt som nära hotad. Inga underarter finns listade i Catalogue of Life.